# La Baronia de Les
La Baronia de Les és un edifici del municipi de Les (Vall d'Aran) declarat bé cultural d'interès nacional.

## Descripció
Es tracta de la residència moderna dels barons de Les situada al nord de la vila, al peu de l'antic Castell de Les. Era Baronia presenta l'estructura d'un "auvitatge" amb els edificis disposats en forma de "L" entorn d'un gran pati clos per reixes i portals, estant la capella de Sant Blai a l'altra banda del camí; el conjunt és rodejat de jardins i prats, amb una superfície total de més de 6 ha. Les façanes de la borda (exempta) i de les dues cases unides per una torre s'orienten a ponent i a migdia paral·leles a les "capières" (careners) amb obertures renovades en les dues plantes (allindanades i de mig punt), i al capdamunt sengles "humaraus" amb llucanes, aixoplugats per cobertes encavallades de fusta i llosat de pissarra. Sense dubte l'edifici més característic és l'esmentada torre en l'angle, de secció quadrangular tres plantes, amb una coberta a quatre aigües que presideix un petit crestall ornat amb dos florons de metall. Un fragment de la torre sense arrebossar deixa entreveure els paraments dels murs, bastits a partir de pedres planes ben lligades amb morter. Ja en el segle xx, s'hi afegí un gran edifici, destinat a col·legi i residència. Aquest casal de secció rectangular presenta una alçada de vuit obertures en les tres plantes i també vuit llucanes en el primer nivell de "l'humarau", seguides de quatre inclinades en la teulada de pissarra. La façana és decorada amb un elevat sòcol i amb motius en les cantonades, que limiten carreus.
Palau-residència amb torre quadrangular. Segles XVII-XVIII.

## Història de la baronia de Les
La baronia de Les fou un dels pocs assentaments nobiliaris de la Val d'Aran, herència d'Augèr de Berbedà, personatges francòfil. La baronia de Les passà dels March (1473) als Cao de Benós (1630), llinatge aquest que manté el títol en l'actualitat. Amb motiu de la guerra dels Segadors s'afirmà que el castell de Les fou cremat per les tropes filipistes (1650) i, en retornar, els barons de Les construïren una nova residència en el pla de la vila. Amb els primers borbons els Cao de Benós foren també governadors militars de la Val (1788) Els hereus llogaren la Baronia a les Carmelites de Tolosa i posteriorment germans de la Salle (1904) que havent estat expulsats de França hi traslladaren el col·legi de Saint Joseph de Tolosa; llavors hi bastiren també un nou edifici per acollir el noviciat de Privac.